# 29 (canción)
29 es una canción de la celebridad estadounidense Demi Lovato. Fue lanzada a través de Island Records el 17 de agosto de 2022 como el tercer sencillo del octavo álbum de estudio de Lovato, Holy Fvck (2022). Fue escrita por Lovato, Laura Veltz, Sean Douglas, Warren "Oak" Felder, Alex Niceforo y Keith Sorrells, y producida por los últimos tres. Es una canción de rock con letras sobre el grooming y la diferencia de edad en relaciones abusivas.
La letra está inspirada en una relación pasada de Lovato, la cual comenzó a los 17 años de edad, cuando su pareja tenía 29. El sencillo fue recibido positivamente por los críticos, siendo elegida como la mejor canción del disco por Billboard e Insider.

## Antecedentes
Meses después de haber confirmado su vuelta al rock y pop punk, el 6 de junio de 2022, Demi Lovato anunció su octavo álbum de estudio, Holy Fvck, con fecha a estrenarse el 19 de agosto de ese mismo año. Un comunicado de prensa indicaba que el disco contendría dieciséis canciones. Semanas después, el 14 de julio, fue anunciada la lista de canciones, siendo «29» la sexta.

## Letra y composición
Luego de compartir un adelanto de la canción en TikTok, fanáticos comenzaron a especular a quién iba dirigida la letra de la canción, asumiendo que eran hacia el exnovio de Lovato Wilmer Valderrama, con el cual comenzó su relación a los 17 años, mientras que él tenía 29. Rápidamente la canción se convirtió en viral en la aplicación, haciendo que miles de personas compartieran sus historias de grooming y relaciones abusivas mediante vídeos.
Con respecto al tema de la canción, en una entrevista con Zane Lowe para Apple Music, Lovato afirmó que siente "que la canción lo dice todo" y que no tiene "que decir demasiado"; "siendo honesta, cumplir 29 fue una gran revelación para mí. Estaría mintiendo si dijera que no tengo mucha ansiedad por sacar esta canción". Luego añadió: "solo dije, 'tengo que ir por esto, tengo que ser dueña de mi verdad'".

## Lanzamiento y promoción
29 fue anunciado por Billboard como el tercer sencillo del disco. Fue oficialmente confirmado por Lovato y finalmente lanzado el 17 de agosto de 2022, dos días antes del estreno del álbum. La canción fue presentada en el programa The Tonight Show Starring Jimmy Fallon y forma parte del setlist de su gira de conciertos, Holy Fvck Tour, el cual pasó por Norte y Sudamérica.